# Snäckviken
För bostadsområdet i Pargas, se Pargas
Snäckviken är ett centralt beläget område för bostäder, utbildning och industri i Södertälje i Södermanland och Stockholms län.
AB Astra grundades 1913 i Snäckviken, behöll huvudkontoret i området fram till fusionen med Zeneca 1999. Området avgränsas i huvudsak av Forskargatan och Mälarstranden, och korsas av Storgatan.
Intressanta byggnader är Astras huvudkontor och Centrallaboratoriet, samt Svenska Centrifugs tidigare lokaler som idag inrymmer vetenskapsmuseet Tom Tits Experiment.
På området fanns tidigare Wendela Hebbes hus, som efter nedmontering återuppförts invid Vänortsparken.
I Snäckviken bedrivs högre utbildning inom ramen för Kungliga Tekniska högskolan och Campus Telge.
Flera bostadshus har byggts i området under 2010-talets senare del. Projektering har bland annat skett på tidigare parkeringar avsedda för företag verksamma i området.

## Bilder

### Nutida bilder

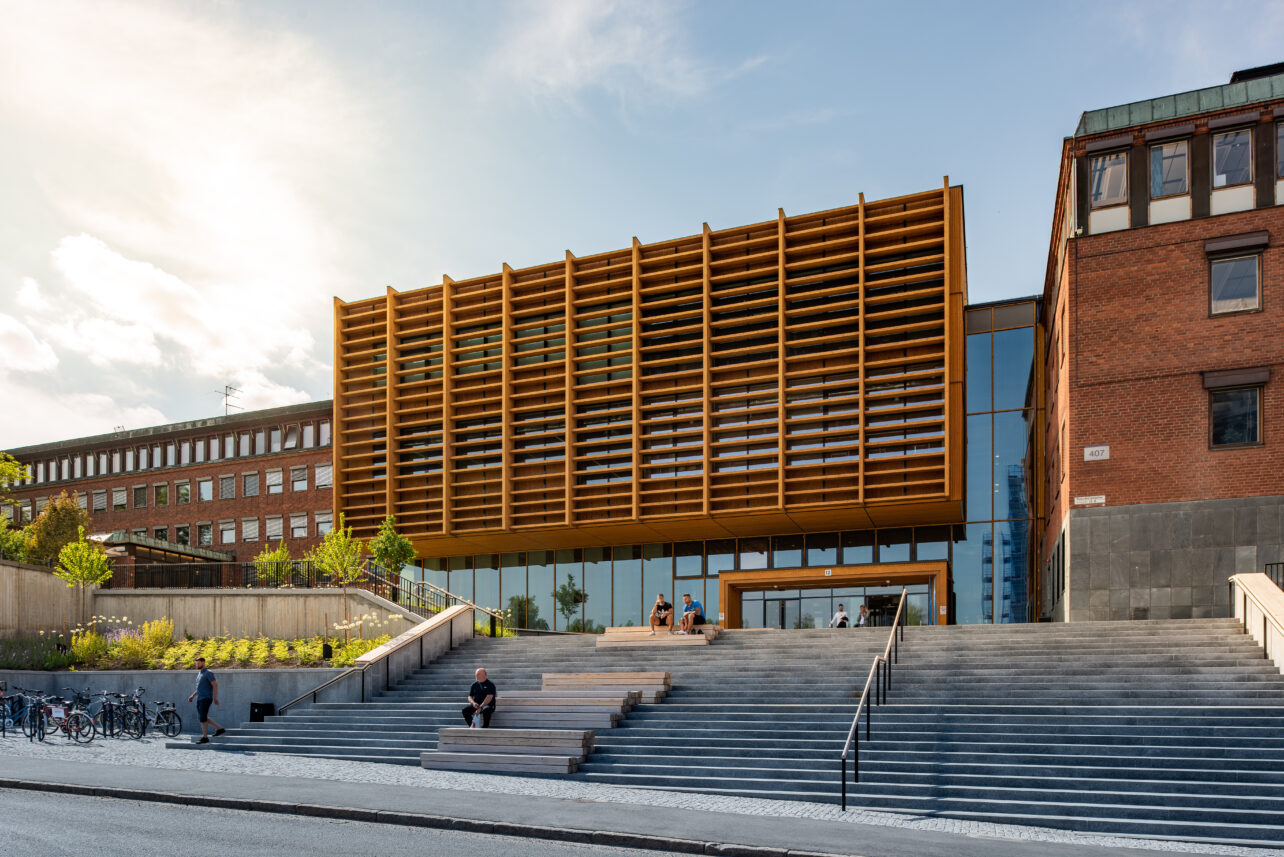
Kungliga Tekniska högskolans lokaler i Södertälje Science Park
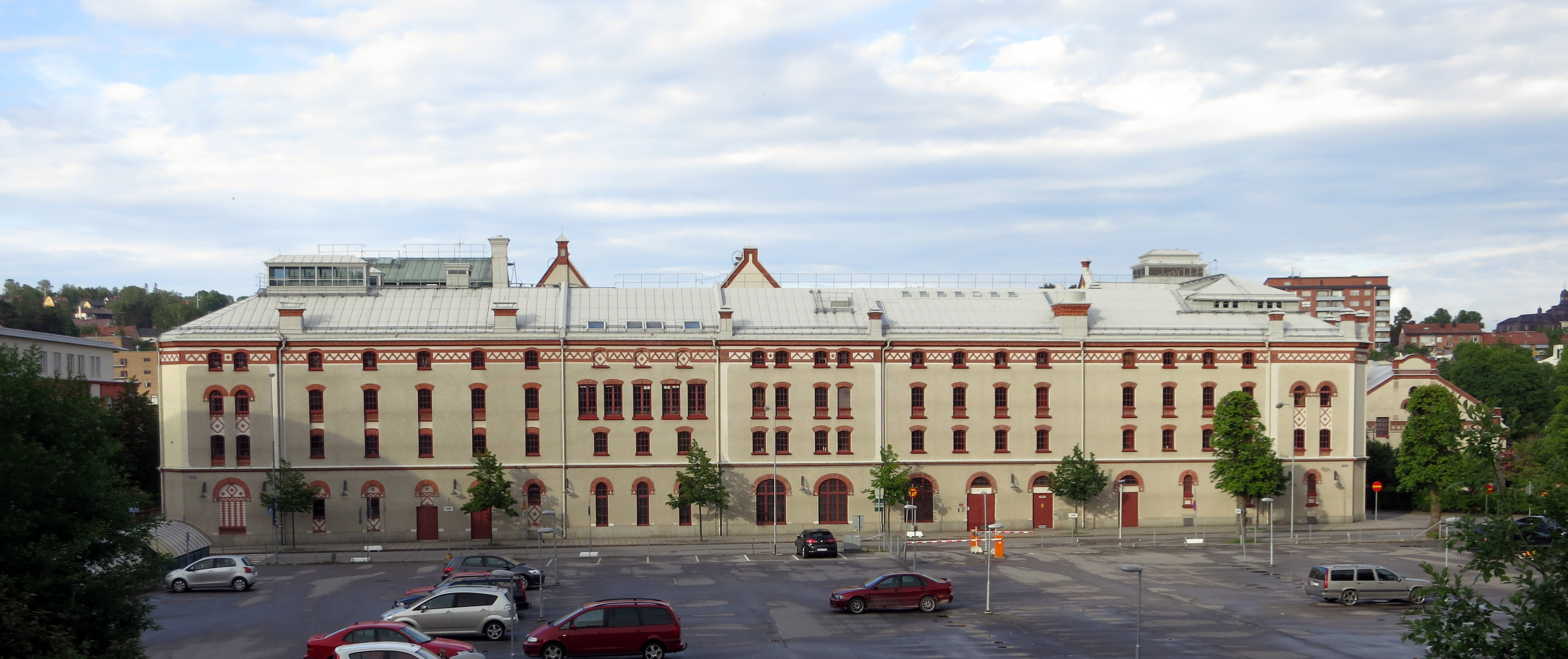
Astras huvudkontor
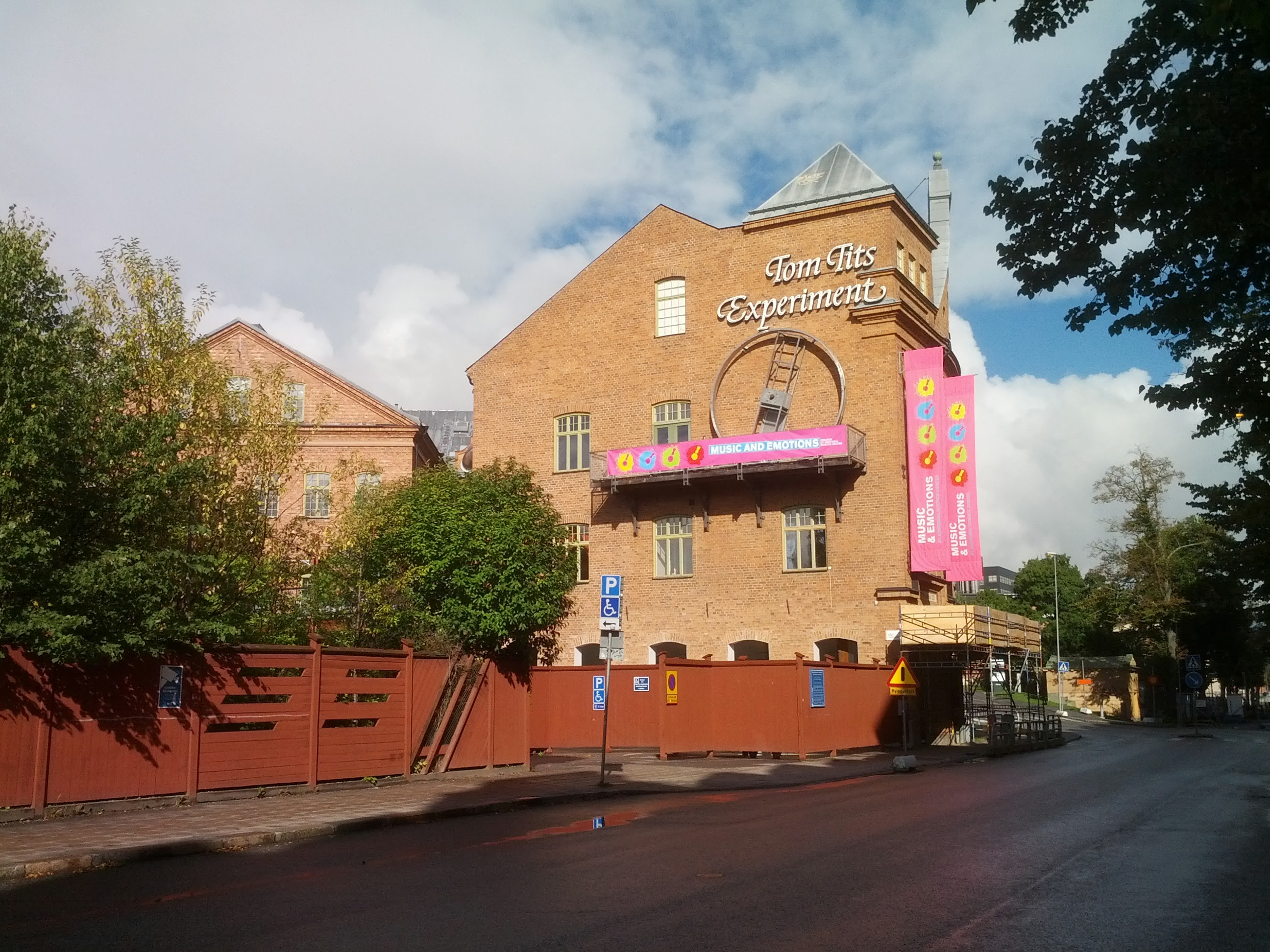
Vetenskapsmuseet Tom Tits Experiment
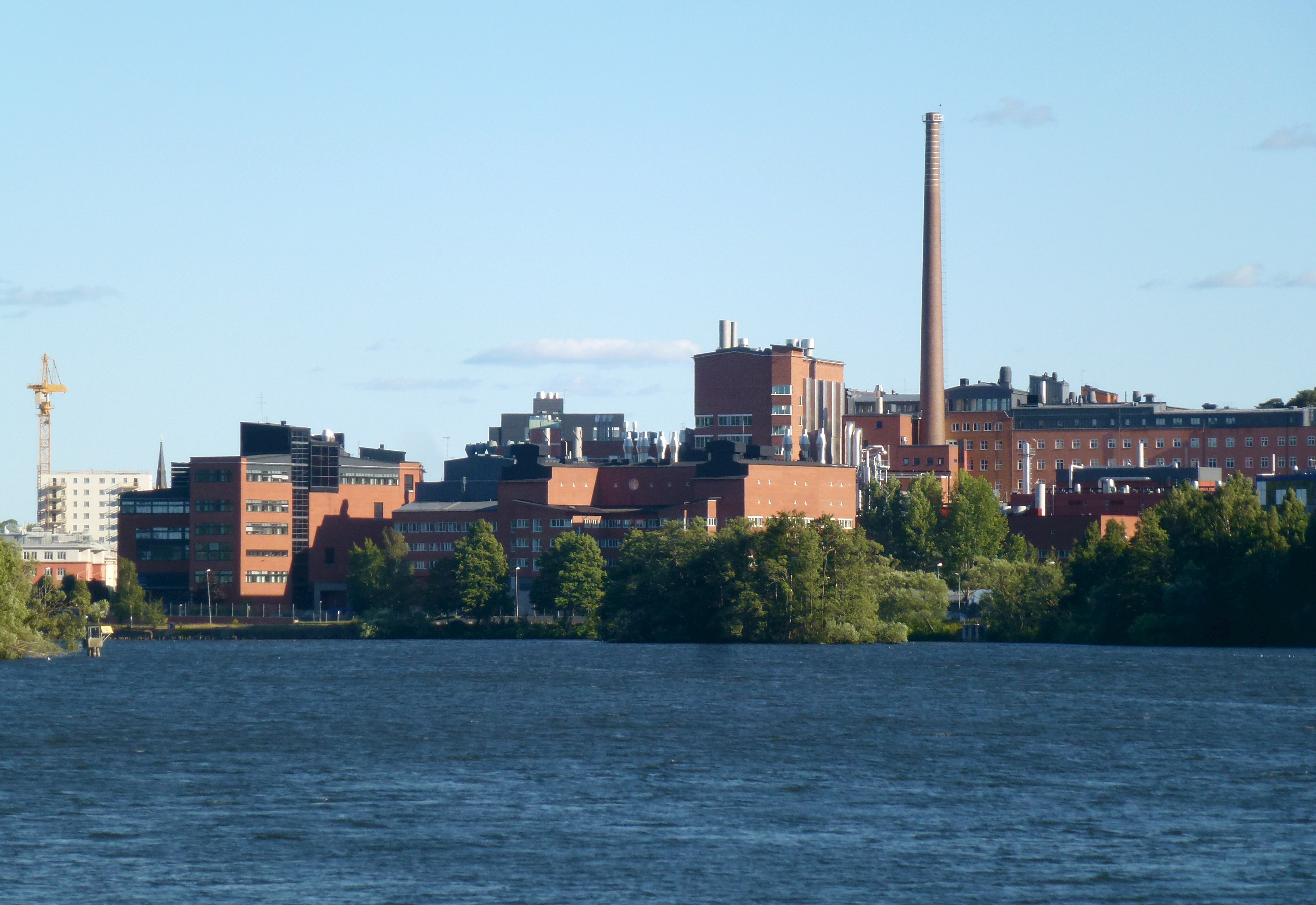
Astra Zenecas moderna anläggningar i Snäckviken

### Historiska bilder

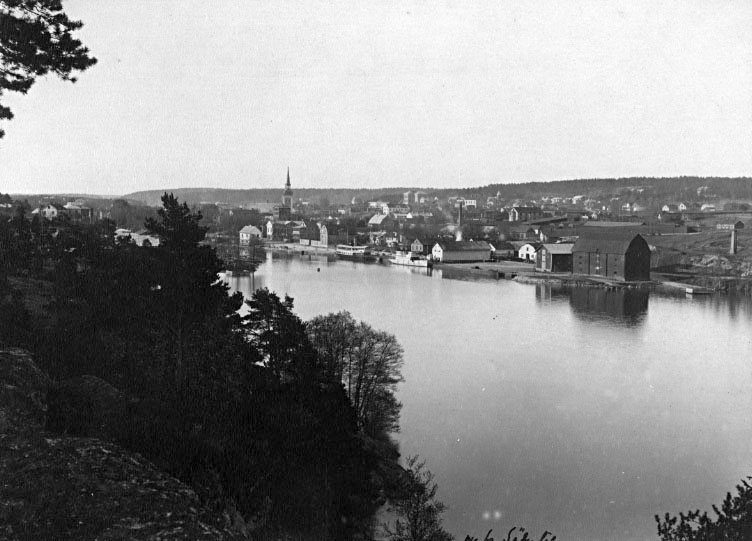
Foto över Snäckviken från östra kanalsidan någon gång mellan 1863 - 1906
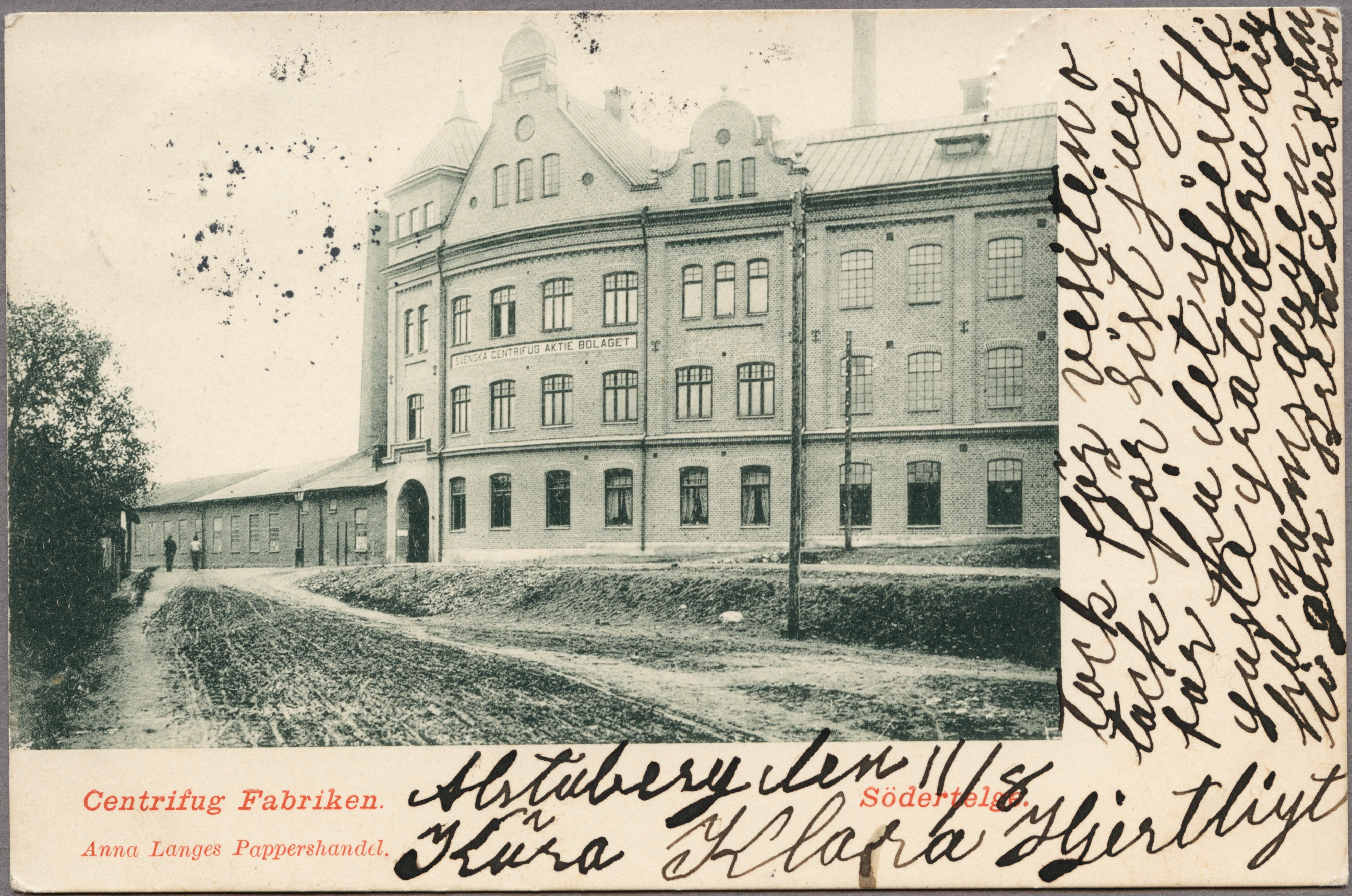
Vykort med Svenska Centrifugs fabrik från 1903